# 大和屋隆喜
大和屋 隆喜（やまとや たかき、1935年（昭和10年）11月 - ）は、日本の実業家。元新日鉄化学社長、新日本製鉄常務取締役。長崎県出身。

## 経歴
1935年（昭和10年）長崎県生まれ。1959年（昭和34年）一橋大学経済学部卒業後、八幡製鉄に入社。以後営業畑を歩み、八幡製鉄所生産業務部長・本社自動車鋼板販売部長などを経て、1989年（平成元年）6月、八幡製鉄所副所長。当時の好況に浮かれる所内の引き締めを図った。1991年（平成3年）堺製鉄所所長、1993年（平成5年）新日本製鉄常務取締役、1995年（平成7年）新日鉄化学副社長を経て、1997年（平成9年）同社社長に就任。新日鉄化学は当時、1994年（平成6年）の為替差損問題で経営危機に陥っており、副社長時代から一貫して経営再建に取り組んだ。社員の大企業意識が強いと感じた大和屋は社長就任時に「最強の中小企業を目指そう」と呼びかけ、社内の意識改革を図る一方で、新日鉄化学・電気化学工業（現：デンカ）・ダイセル化学工業（現：ダイセル）の3社による共同出資で誕生した東洋スチレンにポリスチレン事業を移管するなど、経営の合理化を進めた。2001年同社会長、2003年同社相談役に退いた。

## 略歴
- 1959年（昭和34年）3月 - 一橋大学経済学部卒業
- 1959年（昭和34年）4月 - 八幡製鐵（現：日本製鉄）入社
- 1982年（昭和57年）11月 - 八幡製鐵所生産業務部長
- 1985年（昭和60年）6月 - 新日本製鐵自動車鋼板販売部長
- 1987年（昭和62年）7月 - 同社薄板販売部長
- 1989年（平成元年）6月 - 八幡製鐵所副所長
- 1991年（平成03年）6月 - 堺製鐵所所長
- 1993年（平成05年）6月 - 新日本製鉄常務取締役
- 1995年（平成07年）6月 - 新日鉄化学副社長
- 1997年（平成09年）6月 - 同社社長
- 2001年（平成13年）6月 - 同社会長
- 2003年（平成15年）3月 - 同社相談役

## 役職等
- 北九州活性化協議会副理事長（1989年7月 - 1990年3月）
- 堺商工会議所副会頭
- TXN九州（現：TVQ九州放送）取締役